# Pseudabutilon orientale
Pseudabutilon orientale är en malvaväxtart som först beskrevs av Paul Carpenter Standley och Steyerm., och fick sitt nu gällande namn av P.A. Fryxell. Pseudabutilon orientale ingår i släktet Pseudabutilon och familjen malvaväxter. Inga underarter finns listade i Catalogue of Life.